# ایمپرسا
ایمپرسا (انگلیسی: Impresa) شرکت رسانه‌ای پرتغالی است، که در سال ۱۹۷۲ تأسیس شد.